# Golfschelpje
Het golfschelpje (Thyasira flexuosa) is een tweekleppigensoort uit de familie van de Thyasiridae. De wetenschappelijke naam van de soort werd in 1803 voor het eerst geldig gepubliceerd door George Montagu.  De soort leeft in symbiose met thiotrofe (zwaveloxiderende) bacteriën in zijn kieuwen.

## Beschrijving
Het golfschelpje heeft tot 12 mm grote schelpkleppen, die ongeveer rond, dun en iets hoger dan breed van vorm zijn. Deze kleur is bleek geelwit, zwak doorschijnend, met een licht geelbruine opperhuid.
Het oppervlak heeft fijne concentrische groeilijnen, de binnenrand van de behuizing is glad. De groeilijnen zijn echter erg onregelmatig met af en toe inkepingen en verdikkingen. Het oppervlak van de schelp is vaak bedekt met ijzerkorsten.

## Verspreiding
Het golfschelpje heeft een circumpolair verspreidingsgebied. In het oostelijke deel van de Noord-Atlantische Oceaan strekt het verspreidingsgebied zich tot aan de Middellandse Zee en de Canarische Eilanden. In het westen van de Noord-Atlantische Oceaan komt het voor in zuidelijke richting van de Golf van Mexico. Het leeft van ondiep water (ongeveer vier meter) tot 2.000 meter waterdiepte in zuurstofarme en sulfiderijke moddergronden.